# Anders Sørensen Vedel
Anders Sørensen Vedel (9 de novembro de 1542 — 13 de fevereiro de 1616) foi um sacerdote e historiador dinamarquês, nascido em Vejle (de onde vem o nome Vedel). Um de seus trabalhos em destaque foi a tradução do Feitos dos Danos, de Saxão Gramático, para o dinamarquês, em 1575.